# Jopie van Oudtshoorn
Jopie van Oudtshoorn (né le 5 février 1976) est un athlète sud-africain spécialiste du 400 mètres.

## Carrière

### Palmarès
| Date | Compétition           | Lieu              | Résultat | Épreuve               | Performance   |
| ---- | --------------------- | ----------------- | -------- | --------------------- | ------------- |
| 1999 | Universiade d'été     | Palma de Majorque | 3e       | 400 mètres            | 45 s 21       |
| 1999 | Championnats du monde | Séville           | 3e       | Relais 4 × 400 mètres | 3 min 00 s 20 |

### Records
| Épreuve               | Performance   | Lieu      | Date         |
| --------------------- | ------------- | --------- | ------------ |
| 400 mètres            | 44 s 75       | Germiston | 7 avril 1999 |
| Relais 4 × 400 mètres | 3 min 00 s 20 | Séville   | 29 août 1999 |